# Волков, Николай Александрович (историк)
Никола́й Алекса́ндрович Во́лков (бел. Мікалай Аляксандравіч Волкаў; род. 9 июня 1985, Минск) — белорусский историк, специалист по фортификации Белоруссии. Кандидат исторических наук (2016).

## Биография
Родился в 1985 году в г. Минск. Окончил исторический факультет БГУ (2008). В 2007—2009 годах обучался в магистратуре Европейского Гуманитарного Университета (Вильнюс) по специальности «Охрана и интерпретация историко-культурного наследия», в 2009—2010 гг. — в магистратуре Института подготовки научных кадров НАН Беларуси по специальности «Искусствоведение». В 2016 году окончил аспирантуру Института истории НАН Беларуси по специальности «Отечественная история» и защитил кандидатскую диссертацию по теме «Обеспечение обороноспособности резиденций рода Радзивиллов на белорусских землях Великого княжества Литовского в XVI — начале XVIII в.» (научный руководитель — д.и.н. Ю. Н. Бохан).
Женат, двое детей.
13 сентября 2020 года был задержан, несколько дней провёл в ИВС, после чего получил штраф по административному правонарушению за участие в протестных акциях против результатов президентских выборов в Белоруссии. В ноябре 2020 года руководство Института истории НАН РБ решило не продлять с ним контракт.

## Трудовая деятельность
Стажировался в университете Мартина Лютера в Галле (2006 г.), Варшавском университете (2010–2011 гг.), Свободном университете Берлина (2012–2013 гг.), Литовском эдукологическом университете в Вильнюсе (2014).
Работает научным сотрудником в Институте истории НАН Беларуси и Национальном историческом архиве Беларуси.

## Научная деятельность
В список его научных интересов входят: история фортификации, артиллерии, военного дела, архитектуры и градостроительства Великого Княжества Литовского в Раннее Новое время (XVI—XVIII вв.).
Автор более 70 научных работ.

### Диссертация
Волкаў М. А. Забеспячэнне абароназдольнасці рэзідэнцый роду Радзівілаў на беларускіх землях Вялікага Княства Літоўскага ў XVI – пачатку XVIII ст. : аўтарэферат дыс. … кандыдата гістарычных навук : 07.00.02 / Інстытут  гісторыі НАН Беларусі. — Мінск, 2016. — 26 с.

### Монографии
- Артылерыя Нясвіжскага замка. — Мінск, 2015. — 188 с.
- Слуцк на старых планах. — Мінск, 2017. — 159 с.
- Міжнародная выстава “Ultima ratio regum. Беларусь у Паўночных войнах сярэдзіны XVII — пачатку XVIII ст.” (Мірскі замак, 21 красавіка — 24 верасня 2017 г.): каталог. — Мір, 2017. — 264 с. (в соавторстве с К. Карлюком).
- Замкі і фартэцыі Радзівілаў на беларускіх землях у XVI — пачатку XVIII ст. / М. А. Волкаў. — Мінск : Беларуская навука, 2020. — 215 с.

### Коллективные монографии
- Бохан Ю. М. Мястэчкі і працэсы ўрбанізацыі на землях Беларусі ў XV–XVIII стст. / Ю. М. Бохан ; уклад. М. А. Волкаў. — Мінск : Беларуская навука, 2018. — 292 с.
- Шкапляроў Ю. П. Ідэальны горад-крэпасць. Ваенная гісторыя Старога Быхава ў XVII стагоддзі : манаграфія / Ю. П. Шкапляроў, М. А. Волкаў, Р. Д. Галынскі ; пад навук. рэд. доктара гістарычных навук,  праф. І. А. Марзалюка ; М-ва ўнутр. спраў РБ, УА «Магілёўскі інстытут Міністэрства ўнутраных спраў Рэспублікі Беларусь». — Магілёў : Магілёўскі інстытут МУС, 2018. — 180 с.

### Избранные научные статьи
- Глуская фартэцыя // Матэрыялы па археалогіі Беларусі. 2011. Выпуск 20. Археалагічныя даследванні на Беларусі ў 2008 г. — С. 209—226. (в соавторстве с И. Ганецкой)
- Фартыфікацыя і ўзбраенне Мірскага замка // Беларускі гістарычны часопіс (далее — БГЧ). — 2012. — № 1. — С. 11—24.
- Артылерыя Нясвіжскага замка ў канцы XVI — пачатку XVIII стст. // ARCHE. Вайсковая гісторыя Вялікага Княства Літоўскага. — 2012. — № 6. — С. 41—91.
- Да пытання аб аўтарстве калекцыі малюнкаў сярэдзіны XVII ст. з архіва князёў Радзівілаў // БГЧ. — 2012. — №7. — С. — 34—38.
- Нясвіжскі замак у Вялікай Паўночнай вайне // Вялікае Княства Літоўскае: Права. Вайна. Дыпламатыя / Пад рэд. С.Ф. Сокала, А.М. Янушкевіча. — Мінск, 2012. — С. 219—238.
- Слуцкая цытадэль XVII—XVIII ст. // Беларускі гістарычны агляд. — 2012. — Т. 19, сш. 1—2. — С. 31—66.
- Панарама Старога Быхава другой паловы XVII ст. // БГЧ. — 2013. — № 5. — С. 16—24.
- Арганізацыя і забеспячэнне будаўніцтва фартыфікацый у Слуцку пры Багуславе Радзівіле (1654—1669 гг.) // Studia Historica Europae Orientalis = Исследования по истории Восточной Европы : науч. сб. Вып 5. Минск, 2012. — С. 188—204.
- Private Festungen der Magnaten als Element des Verteidigungssystems der Republik am Biespiel der Stadtfestung Słuck // „Sinflut und Simplicissimus“ Österreich und Polen im 17. Jahrhundert. Acta Austro-Polonica. — 2013. — Bd. V. — S. 157—162.
- Архітэктура Старога замка часоў Вітаўта ў Гародні // БГЧ. — 2014. — № 2. — С. 17—34.
- Будаўніцтва бастыённага замка Яна Караля Хадкевіча ў Ляхавічах // Магнацкі двор і сацыяльнае ўзаемадзеянне (XV—XVIII стст.): зборнік навуковых прац. Мінск, 2014. С. 343—356.
- Рэчыца ў часы Вялікага Княства Літоўскага // БГЧ. 2014. № 5. С. 3—17. (в соавторстве с В. Голубевым)
- Абарончыя рэзідэнцыі як сімвал самарэпрэзентацыі магнатэрыі (на прыкладзе роду Радзівілаў) // Гістарычна-археалагічны зборнік. — 2015. — Вып. 30. — С. 67—74.
- Архітэктура Старога замка ў Гродна ў XVI—XVIII стст.: выгляд і прызначэнне збудаванняў размешчаных уздоўж нёманскай сцяны // БГЧ. — 2015. — № 11. — С. 5—22.
- Мядзельскі замак у святле пісьмовых і археалагічных крыніц // Архіварыус. — 2015. — Вып. 13. — С. 65—92. (в соавторстве с Н. Плавинским)
- Оборонительные сооружения Беларуси и Украины середины XVII века на рисунках Абрахама ван Вестерфельда и набросках из архива Радзивиллов в Минске // Новые материалы по истории фортификации. — 2016. — Вып. 2. — С. 40—52.
- Мірскі замак у XVI—XVIII стст.: гісторыя будаўніцтва і эвалюцыя функцыянальнага прызначэння // БГЧ. — 2016. — № 9. — С. 29—45.
- Карціны і габелены на батальныя сюжэты XVI—XVIII стст. у аздабленні Нясвіжскага замка / М. А. Волкаў // Архіварыус. — 2016. — Вып. 14. — С. 132—144.